# John de Charneles
John de Charneles (ou de Charnel, Charnels) est un chevalier et administrateur anglais du XIVe siècle. Il exerce les charges de gardien de la Grande garde-robe (Keeper of the Great Wardrobe (en)) (1344), de lieutenant du sénéchal de Gascogne (1351) et de connétable (constable) de Bordeaux la même année. 

## Biographie
John de Charneles est le fils de William de Charneles de Bedworth et de son épouse Margaret. Il sert comme gardien de la Grande garde-robe en 1344. Le 13 septembre 1350 il est nommé connétable de Bordeaux, alors possession anglaise.
Il est capturé par les Français en 1351 à Sainte-Foy-la-Grande et reste en captivité jusqu'au versement d'une rançon. 
Il meurt sans enfant avant son épouse Elizabeth.